# Валезакарда (Авелино)
Валезакарда (итал. Vallesaccarda) је насеље у Италији у округу Авелино, региону Кампанија.
Према процени из 2011. у насељу је живело 650 становника. Насеље се налази на надморској висини од 667 м.

## Становништво
| 1931. | 1936. | 1951. | 1961. | 1971. | 1981. | 1991. | 2001. | 2011. |
| ----- | ----- | ----- | ----- | ----- | ----- | ----- | ----- | ----- |
| 1.540 | 1.679 | 1.703 | 1.867 | 2.016 | 1.991 | 1.991 | 1.486 | 1.418 |